# 芹川洋
芹川 洋（せりかわ ひろし、1935年8月10日 ‐ 1978年）は、日本の俳優、男性声優。東京都出身。

## 人物
舞台芸術学院卒。その後は、劇団自由劇場、さち子プロに所属。趣味・特技は電気通信。
1978年、癌のため、大分県で死去。42歳没。

## 出演作品

### テレビドラマ
- 風
- 銭形平次
- 太陽にほえろ!
- 剣
- 特別機動捜査隊
- 俄・浪華遊侠伝
- ひとごろし
- 竜馬がゆく

### 特撮
- ウルトラマンレオ（防衛隊隊員）
- 仮面ライダー（死亡通知配達人）
- ザ・カゲスター（狼怪人 / オオカミマン / 武見助手）
- 人造人間キカイダー

### テレビアニメ
1970年
- 昆虫物語 みなしごハッチ

1972年
- 科学忍者隊ガッチャマン（ギャラクター隊員、研究員）

1973年
- けろっこデメタン（ツノガエルのツノ吉、住人A）

1976年
- ブロッカー軍団IVマシーンブラスター（司令官、医者、モグール兵）

### 映画
- 河 あの裏切りが重く（友人）

### 舞台
- 一心太助
- 墓場なき死者
- 半之助祝言
- 股旅恋慕笠